# 花堂純次
花堂 純次（はなどう じゅんじ、1955年12月4日 - ）は、日本の映画監督。宮崎県宮崎市出身。

## 来歴
宮崎県立宮崎南高等学校を経て、1978年、日本大学藝術学部映画学科卒業。
高校時代、映画研究部の部長に1年生時で就任（現在は廃部）。また弓道部の部長をしていた。
大学在学中から助監督として活動。各テレビ局のAD,APを経てテレビドラマ『愛の嵐』でデビュー。｛泉放送制作、ユニオン映画在籍］
以降ギャラクシー賞https://www.houkon.jp/galaxy-award/第38回（2000年度）/受賞、第１８回ATP賞グランプリ受賞https://www.atp.or.jp/awards/atpaward/award_018.php作の「永遠の仔」を始めとした数多くのテレビドラマの演出を手がけ、2001年、『羊のうた』にて劇場映画デビューを果たす。
- 最新作は　『蠱惑の瞳　ALLURE』出演：小泉瑠美　片山浩憲　2023　Netflix配信予定

- 2024年秋より携帯アプリからの配信による新ジャンル、縦型動画に参加。和雅文化と提携し製作をスタートさせた。
- 2025年５月配信スタート 『ケーキ職人のワタシが大富豪と偽装結婚した話』出演：　君沢ユウキ、二宮響子

【文化活動】
2007年4月に、みやざき大使に任命される。
宮崎県の銀鏡に伝わる古神道系の滝行作法を学んだ。
2019年より「熱中小学校」の講師として地方文化創生へ加わる。
㈱CLEOの「DIrectors.Club」 のスーパーバイザーとして、文化庁の「若手映画作家育成支援ndjc」を応援している。
【生涯の趣味】
大東流合気柔術佐川派より修行を始め、現在は「一宇会・合気柔術」の師範として後進の指導中。

## 作品

### 映画
- 羊のうた（2001年）東京国際映画祭正式出品
- 夢追いかけて Touch a Dream 浜名湖発 学び座（2003年）
- 不良少年（ヤンキー）の夢（2005年）
- あなたを忘れない（2007年）釜山国際映画祭招待作　モナコ国際映画祭
- 大阪男塾・炸（2022年）
- 蠱惑の瞳 ALLURE（2023）サレルノ国際映画祭ほか２４以上の作品賞、監督賞、主演賞、エントリーなどを受賞

### テレビドラマ
- 愛の嵐（1986年、東海テレビ）
- 華の嵐（1988年、東海テレビ）
- 愛無情（1988年、東海テレビ）
- 華の別れ（1989年、東海テレビ）
- 夏の嵐（1989年、東海テレビ）
- ラストダンス（1990年、東海テレビ）
- ホテルウーマン（1991年、関西テレビ）
- ウーマンドリーム（1992年、関西テレビ）
- 世にも奇妙な物語「奇跡を呼ぶ男」（1992年、フジテレビ）
- 誘惑の夏（1993年、東海テレビ）
- オレたちのオーレ!（1993年、毎日放送）
- 我慢できない!（1995年、関西テレビ）
- もう我慢できない!（1996年、関西テレビ）
- 砂の城（1997年、東海テレビ）
- 失楽園（1997年、よみうりテレビ）
- 彼（1997年、関西テレビ）
- はれ時々くもり（1999年、TBS）
- 永遠の仔（2000年、よみうりテレビ）
- 別れさせ屋（2001年、よみうりテレビ）
- 孤独の歌声（2007年、WOWOW）
- ゆっくり歩け、空を見ろ（2008年、関西テレビ）
- 戦力外通告（2009年、WOWOW）

### オリジナルビデオ
- 稲川淳二のホラー・ビデオ パンドラの箱「人形霊の呪い」（1992年）
- ロンタイBABY（1997年）